# Relais (escalade)
Pour les articles homonymes, voir Relais.

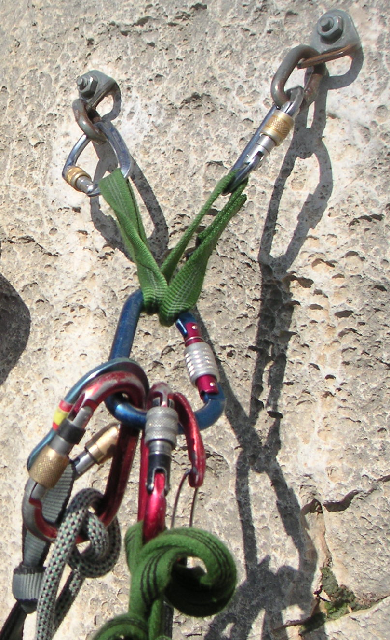
Relais d'escalade sportive constitué de deux ancrages permanents (pitons à expansion, plaquettes et maillons) triangulés avec une sangle sur un mousqueton central.

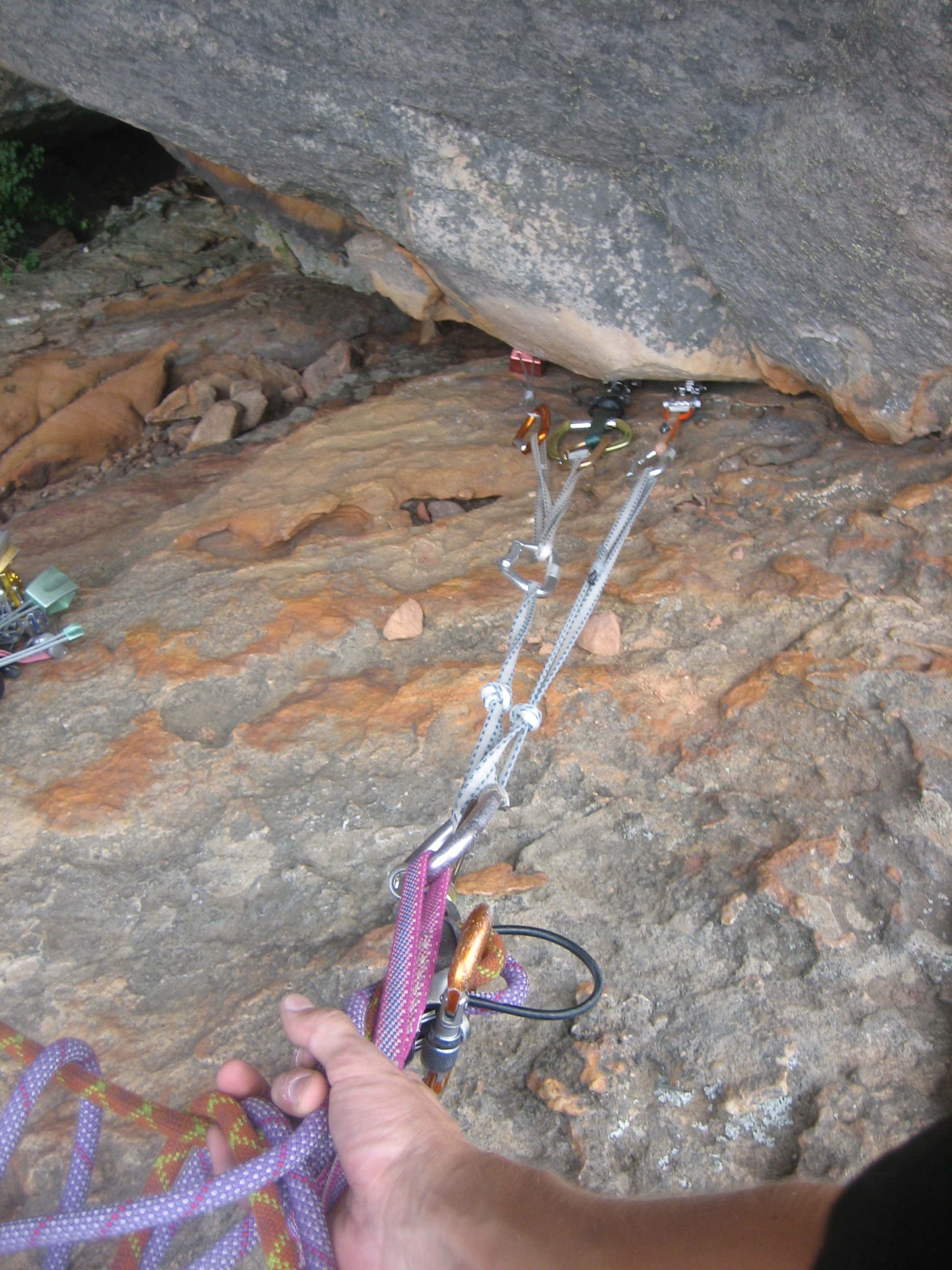
Relais temporaire constitué de trois points d'ancrage amovibles (deux friends et un hexentrique coincés dans une fissure) reliés par des sangles.

Un relais ou relai est une plateforme plus ou moins exiguë, située en pleine falaise, entre deux longueurs de corde. Il est généralement équipé d'un ancrage d'assurage conçu pour supporter les chocs dus aux chutes de grimpeurs ou bien les à-coups et les contraintes générés par les descentes en rappel. En escalade, alpinisme ou canyonisme, un relais est constitué d'au moins deux points d'assurage (piton, coinceur, spit, etc) reliés par une chaîne, une sangle ou la corde.
La résistance d'un relais est estimée d'après différents principes de sécurité et de physique : redondance des ancrages, répartition des forces (triangulation, directivité), résistance des matériaux, normalisation de l'équipement, etc.
Un ancrage résistant peut être construit sur cet emplacement, mais l'assurage peut aussi être réalisé sans point d'ancrage avec un assurage à l'épaule, en particulier dans les falaises non équipées.
Certaines falaises ou parois très raides ou déversantes ne présentent pas d'emplacements naturels permettant d'y installer un relais. Celui-ci est alors réalisé à l'aide de pitons fixés à même la falaise, notamment dans les ascensions techniques dites artificielles.
Dans le jargon de l'escalade, le terme relais désigne indifféremment la plateforme naturelle ou artificielle entre deux longueurs ou le système d'assurage qui l'équipe (originellement, le grimpeur accédait à un relais pour y installer un point d'assurage).

## Différents types de relais

### En fonction de la progression
Un « relais sommital » est le dernier relais d'une voie (relais de sortie). Après l'ascension s'effectue la descente soit en rappel dans la même voie, soit par une autre voie, soit par une voie dédiée aux rappels ou par un sentier.
Le  premier relais au sol, point  de départ avant d'entamer l'escalade, est désigné sous le nom d'« attaque » .
Les « relais intermédiaires » permettent de tronçonner les voies en plusieurs longueurs. Ils permettent aussi au premier d'assurer le ou les seconds afin  de les faire progresser jusqu'à ce relais. Lorsque la cordée est arrivée au relais, le premier repart dans la longueur suivante. En progression réversible, lorsque les rôles de premier et de second de cordée sont inversés à chaque longueur, la permutation se fait généralement au relais.
L'emplacement d'un relais est choisi en fonction de la difficulté des passages qui constituent la longueur de corde, ou de la longueur de corde disponible ou encore en fonction de la configuration de la paroi, le choix des zones de repos pouvant être très restreint, notamment dans les parois compactes.
Un « relais de rappel » est un relais construit pour supporter les chocs et contraintes d'une descente en rappel et faciliter le coulissement de la corde lors du rappel de celle-ci (action de ramener la corde à soi). Il comprend généralement un anneau métallique fermé (maillon, broche), dans lequel est passée la corde, limitant ainsi l'usure et les frottements.
Fréquent en salle d'escalade et sur les falaises-école, un « relais à moulinette » est un relais facilitant l'installation d'une moulinette. Le connecteur principal permet parfois au grimpeur de passer la corde dans le relais sans se décorder (mousqueton double, moulinox, queue-de-cochon) ou bien facilite le glissement de la corde (poulie).

### En escalade sportive

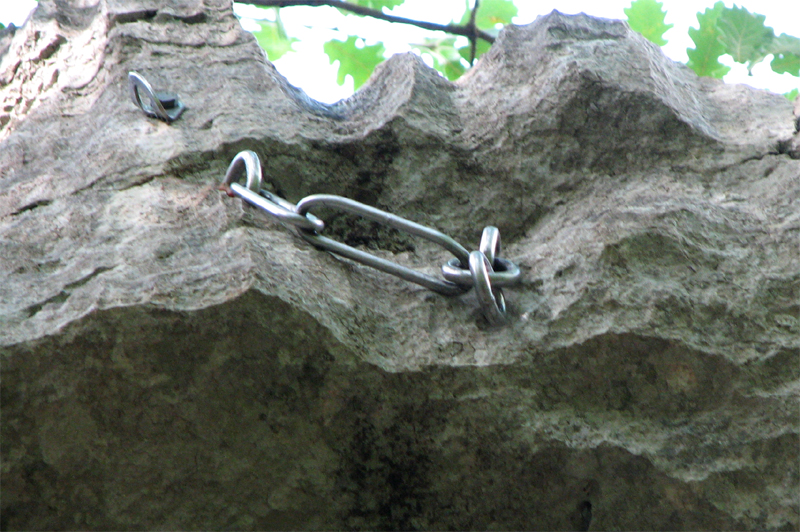
Relais constitué de deux broches scellées reliées par une chaine avec un anneau central

En escalade sportive, la protection repose sur l'installation permanente de points de protection sur la falaise ou la structure artificielle d'escalade (SAE). Cet équipement répond généralement à des règles d'équipement ou des normes, qui varient selon les époques et les pays.
En France, les voies sportives sont soumis à des règles d'équipement et des normes de matériel : un relais (ou point de moulinette, de rappel) doit être constitué d'au moins deux ancrages permanents reliés par une chaine, avec un anneau ou un connecteur métallique permettant le passage de la corde. Dans une grande voie, un « amarrage de renvoi » doit être placé à proximité du relais. Les points d'ancrages doivent avoir une résistance de 2500 daN en traction verticale, 1500 daN en traction axiale, et répondre à d'autres normes en zone humide ou maritime. Des règles similaires s'appliquent aux relais de canyonisme en France,.

### En escalade traditionnelle et alpinisme

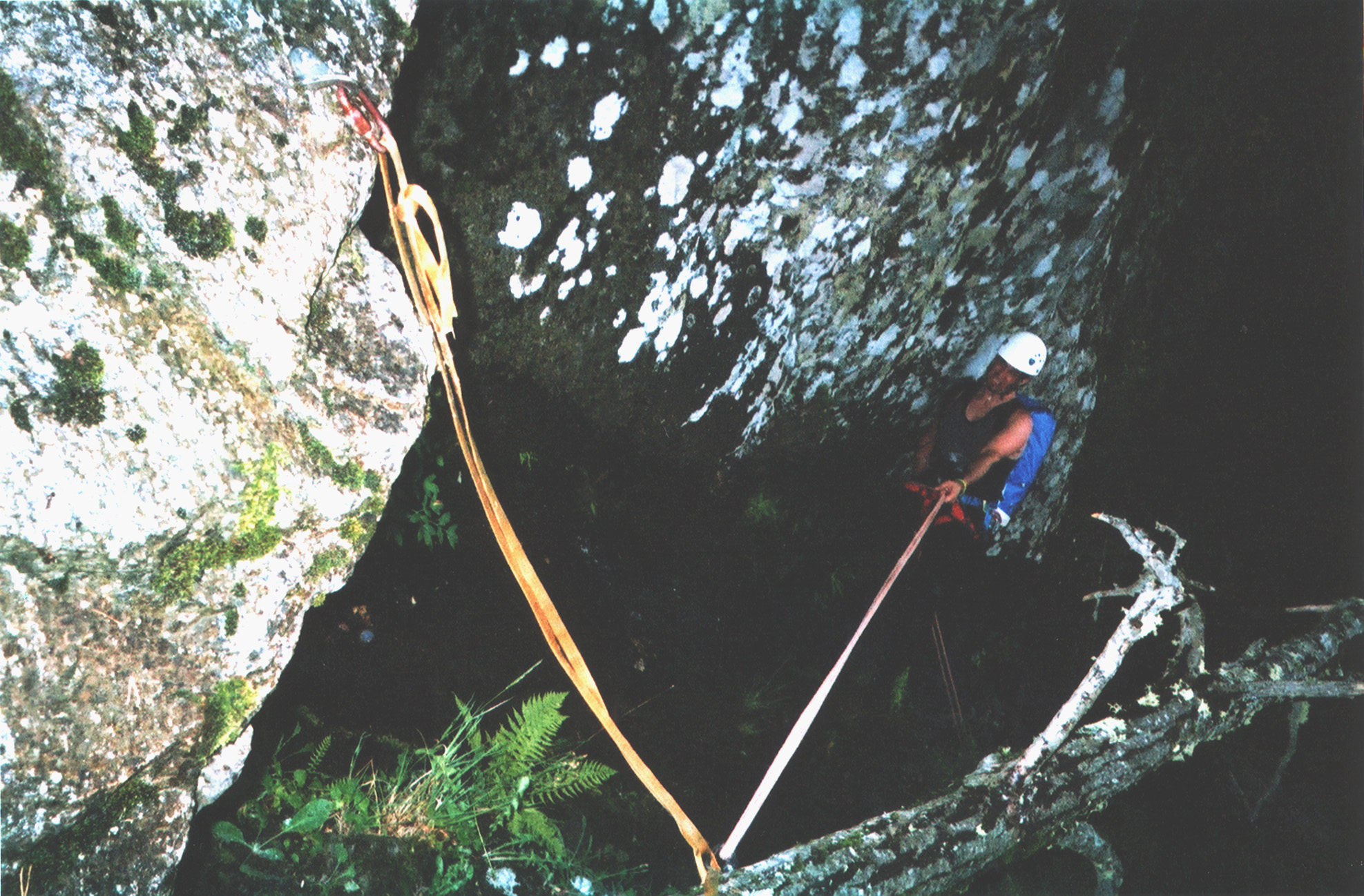
Relais sur un piton à expansion et un arbre mort, en descente de canyon

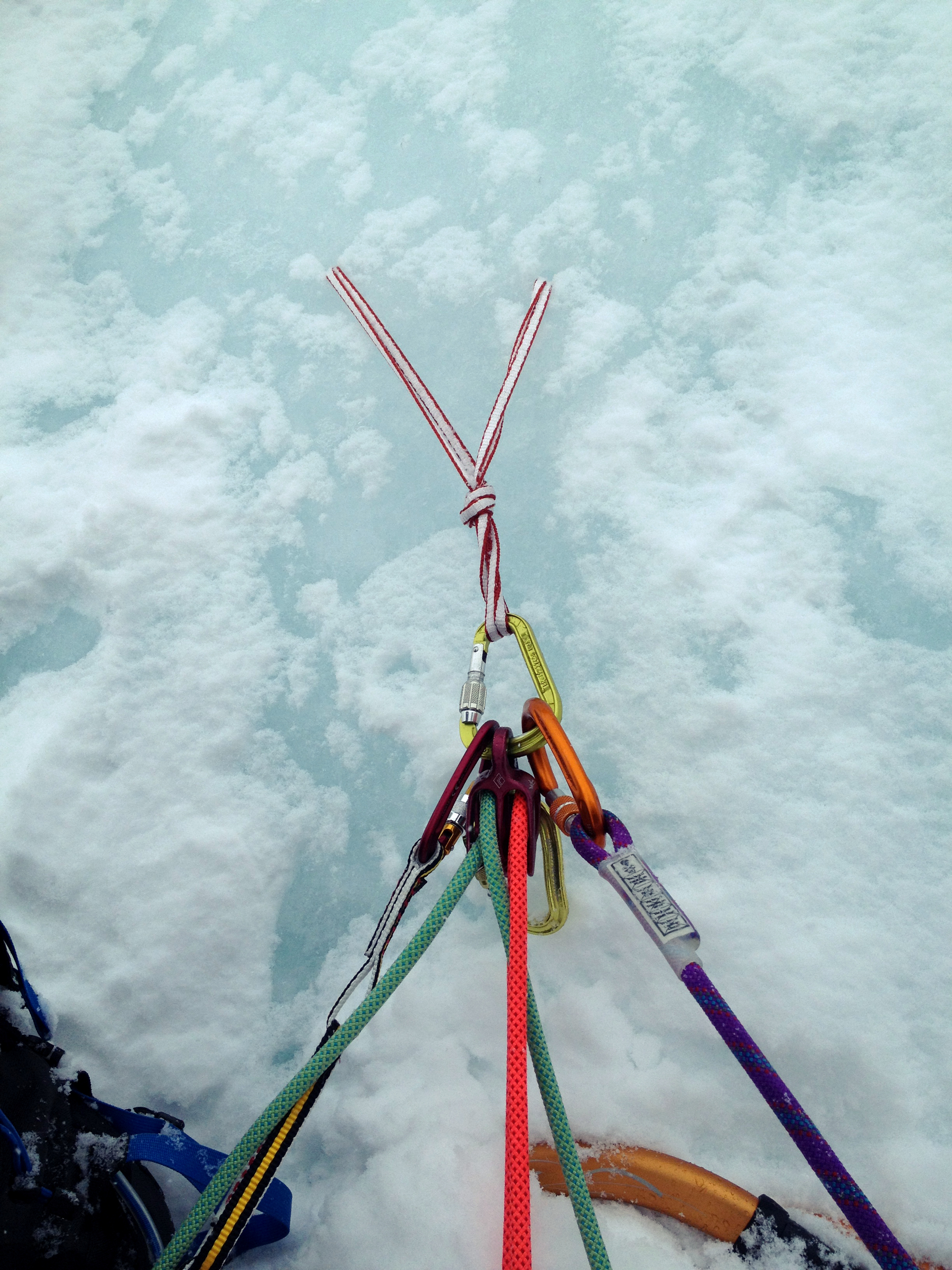
Relais sur abalakov en escalade glaciaire

En escalade traditionnelle, en terrain d'aventure et en alpinisme, les relais sont généralement construits par les utilisateurs (relais amovibles) ou constitués d'ancrages permanents ne répondant pas à des règlementations ou des normes obligatoires (piton martelé, lunule, etc).
En terrain rocheux, le relais est généralement constitué de plusieurs ancrages (permanents ou amovibles) reliés par une sangle, une cordelette ou la corde d'assurage. Le relais peut néanmoins être construit autour d'un seul amarrage naturel, si celui-ci semble très résistant : arbre indéracinable, becquet rocheux inarrachable, lunule incassable.
En canyonisme « sauvage », les relais de rappel sont similaires.
Aux États-Unis, une éthique comparable à l'escalade propre encourage l'usage de relais amovibles et d'équipements récupérables dans la descente de canyons. Les ancrages du relais de rappel peuvent ainsi être réalisés sur des lunules ou autour d'un gros rocher, sur un rondin coincé, un empilement de roches (cairn), des sacs remplis de sable (pack toss, potshot) ou remplis d'eau (water bag), une bâche couverte de sable (sandtrap), voire autour d'une personne (meat anchor).
Sur pente neigeuse, le relais peut être construit avec un piolet enfoncé, un corps mort (ancre ou pieu à neige ou encore piolet enseveli), un champignon de neige ou des broches à glace. L'assurage sera souvent  indirect (les forces d'une chute seront transmises d'abord à l'assureur) afin de limiter le choc contre ce relais fragile.
En terrain glaciaire, le relais peut être construit avec au moins deux broches à glace reliées par une sangle (ou la corde), ou bien construit avec une lunule perforée (abalakov) dans laquelle passe une sangle, une cordelette ou la corde.

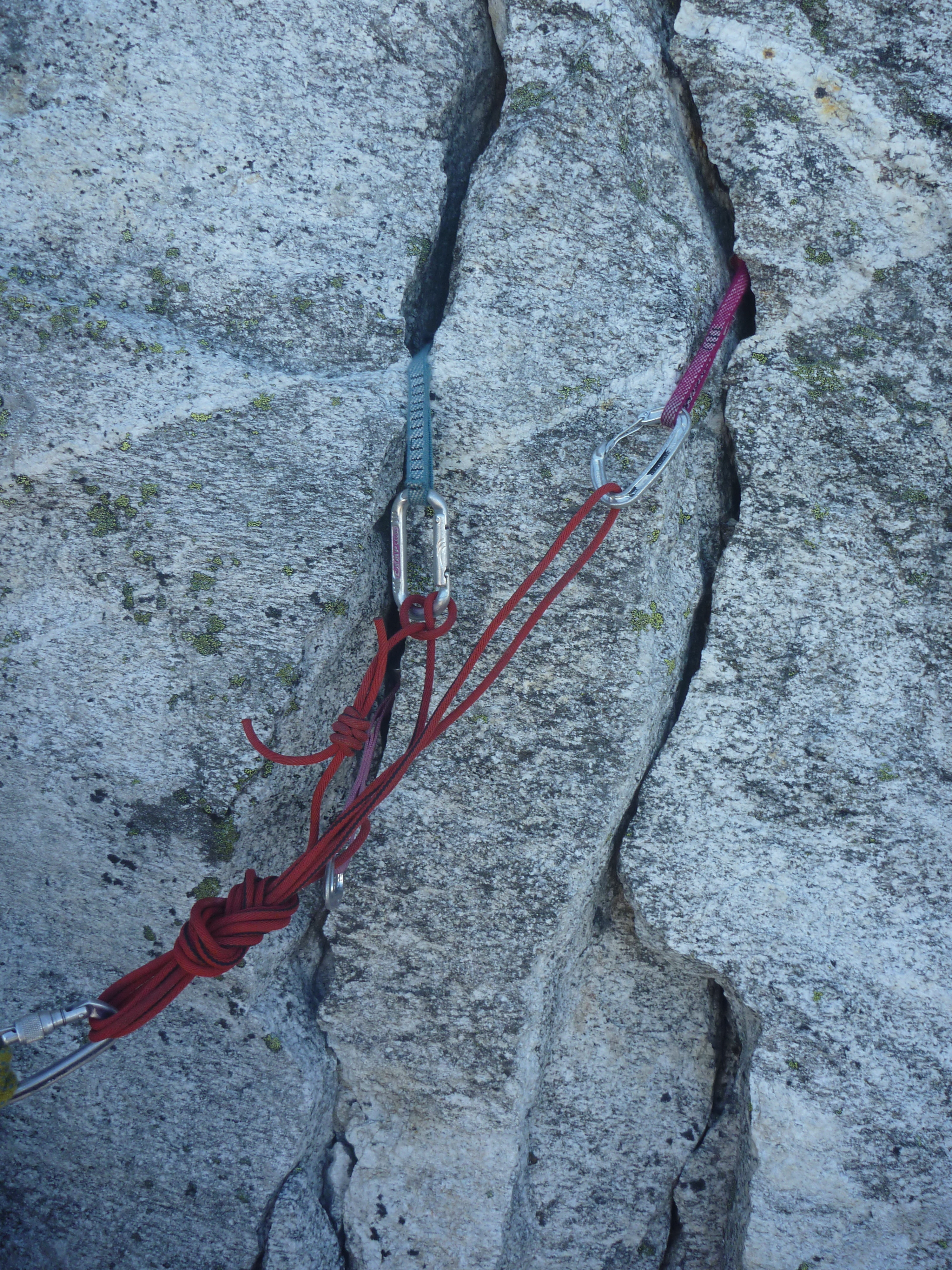
Relais temporaire construit avec deux coinceurs et une cordelette
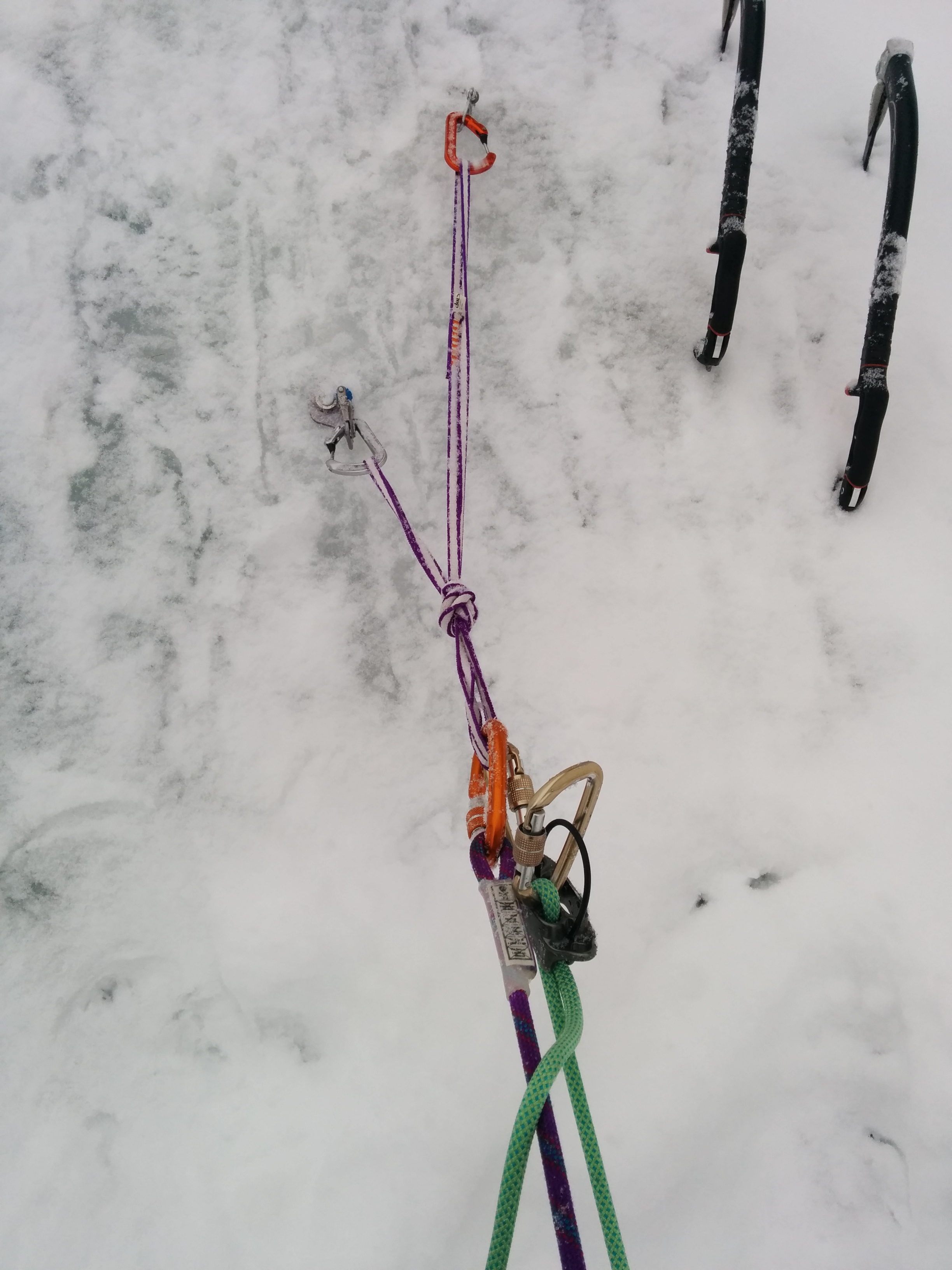
Relais sur broches à glace

## Triangulation
En utilisant deux points d'assurage pour réaliser le relais, la liaison entre les points forme un V.
Si le relais est assemblé correctement, la charge peut être répartie entre les points d'assurage individuels, plutôt que de placer toute la charge sur un seul point. Cela diminue les chances que l'un des points cède, et, si jamais un des points cède, le second point doit toujours être en mesure de supporter la charge.
L'angle formé entre les deux pièces de protection est l'élément le plus important de l'équation. Il faut essayer de minimiser cet angle, autant que possible, car plus l'angle V est important (plus il s'ouvre et se rapproche de 180°), plus la force sera démultipliée sur chaque pièce de protection.
Comme indiqué ci-dessous, si l'angle V est supérieur à 120 degrés, la charge sur chaque point sera supérieure à la charge de la corde reliée au bout de l'angle. Cette situation dangereuse fragilise le relais, est moins efficace que l'utilisation d'un point unique, et doit à tout prix être évitée.
Si la force de charge est {\displaystyle F_{Charge}} et l'angle V est {\displaystyle \theta _{V}}, la force sur chaque point est donnée par :
{\displaystyle F_{Point}={\frac {F_{Charge}}{2\cos(\theta _{V}/2)}}}.
De cette expression, nous pouvons déduire:
- Avec un angle V de 30 degrés, chacun des deux points porte une force d'environ 52 % de la charge d'origine.
- À 45 degrés, chaque point porte environ 54 % de la charge.
- À 60 degrés, chaque point porte environ 58 % de la charge.
- À 90 degrés, chaque point porte environ 71 % de la charge.
- À 120 degrés, chaque point porte une force équivalente à 100 % de la charge d'origine. Un tel angle ou plus ne devrait jamais être utilisé.